# Négerfalva
Négerfalva (románul Negrilești) falu Romániában, Beszterce-Naszód megyében.

## Fekvése
Az Ilosvai-hegység alatt, egy szűk völgyben, Csicsógyörgyfalva és Csicsómező közt fekvő település.

## Nevének eredete
Nevét egykori telepítőjéről, Radu Negru vajdáról kapta.

## Története
A falut 1405-ben említi először oklevél Negel falva néven. 1467-ben Negerfalva, 1553-ban Negerfalwa, 1750-ben Négerfalva néven írták.
Négerfalva a kezdetektől fogva a tőle nyugatra fekvő Csicsóvár tartozéka volt. Lakói földműveléssel foglalkozó románok voltak.
1405-ben került a falu a losonczi Bánffyak kezére.
1577-től pedig Szamosújvár tartozékai között tartották számon, majd 1593-ban Báthory Zsigmond Bocskai István váradi kapitánynak adományozta.
1602-ben, Basta idejében Toldy Istváné, majd Rákóczi Zsigmond Lónyay Péternek adta, kinek halála után több birtokosa is volt.
1679-ben Bánffy-birtoknak írták, és az övék volt 1809-ig.
1809-ben I. Ferenc király erősítette meg a birtokban gróf Bethlen Imrét és Sándort.A Bethlen család volt fő birtokosa még 1898-ban is.
A 20. század elején Szolnok-Doboka vármegye Dési járásához tartozott.
1910-ben 1901 lakosa volt, melyből 84 fő magyar, 26 német, 1791 román volt. A népességből 1023 fő görögkatolikus, 770 görögkeleti ortodox, 98 izraelita volt.
2002-ben kivált Csicsógyörgyfalva községből.
A 2002-es népszámláláskor 1295 lakosa közül 1290 fő (99,6%) román, 5 (0,4%) magyar nemzetiségű volt.

## Népszokások, hagyományok
- Újév éjszakáján a férjhez nem ment lányok kapujába szalmából ember alakú bábut s a még  meg nem nősült legények kapujába pedig szintén szalmabábut tettek a lányok.
- Húsvét és Pünkösd első napján a község apraja-nagyja összegyűlt a „czinteremben” és itt töltötte a napot. Az ifjúság két napon át táncolt.
- Szent György-napkor való öntözés, nagy torozás szokása.

## Nevezetességek
- Görögkatolikus temploma 1821-ben épült.
- Görögkeleti ortodox templom.